# Ford Performance Centre
Le Ford Performance Centre, précédemment MasterCard Centre For Hockey Excellence, est un complexe sportif dédié au hockey sur glace situé sur l'avenue Kipling, dans la ville de Toronto, dans la province de l'Ontario, au Canada. Il a été inauguré le 8 septembre 2009.

## Histoire
Le complexe sportif compte quatre patinoires de calibre international. Il est le site d'entraînement des principales équipes professionnelles de hockey de la ville, dont les Maple Leafs de Toronto de la Ligue nationale de hockey, et les Marlies de Toronto de la Ligue américaine de hockey. Il a également été le domicile des Aeros de Toronto, équipe féminine de hockey sur glace de la Ligue canadienne de hockey féminin, lors de la saison 2010-11.
Son coût de construction est estimé à 45 millions de dollars canadiens. La ville de Toronto et le Club Lions de Lakeshore ont participé au financement à hauteur de 40 millions de dollars, et le Maple Leaf Sports & Entertainment, propriétaire des Maples Leafs et des Marlies, ont rajouté cinq millions de dollars afin de disposer d'un espace d'entraînement.